# Коблов, Тимур Маратович
Тимур Маратович Коблов (род. 25 января 1997, Владикавказ) — российский футболист, нападающий.

## Карьера
В юном возрасте занимался футболом в тольяттинской Академии имени Коноплева и столичном «Локомотиве». Провел два сезона за молодежный состав казанского «Рубина». На взрослом уровне дебютировал в ПФЛ в клубе «Лада-Тольятти».
Зимой 2019 года заключил контракт с молдавской командой Национальной дивизии «Милсами». Дебютировал в элите местного футбола 20 апреля в поединке против «Динамо-Авто», который закончился со счетом 0:0/ 16 июля 2022 года перешёл в команду второй лиги России «Электрон» Великий Новгород.

## Сборная
Входил в состав юношеской сборной России по футболу до 17 лет.